# 丹齊克 (北達科他州)
丹齊克（英語：Danzig）是位於美國北達科他州麥金托什縣的非建制地區。

## 歷史
丹齊克的郵局於1898年設立，其後於1955年停運。

## 地理
丹齊克所處的海拔為高於海平面614米（即2015英呎），而該地所採用的時區為UTC-6，即北美中部时区（CST）。同時該地設有夏令時間，為UTC-6調快一小時，即UTC-5（CDT）。